# Picot sultà caragroc
El picot sultà caragroc (Chrysocolaptes xanthocephalus)
és un ocell de la família dels pícids (Picidae) que habita les Filipines occidentals, a Negros, Panay, Guimaras, Masbate i Ticao.